# 종로 부르스
종로 부르스는 1982년 공개된 대한민국의 영화이다.

## 배역
- 이강조
- 백일섭
- 원미경
- 금보라